# Александровац (Неготин)
Александровац је насеље у Србији у општини Неготин у Борском округу и налази се уз саму границу са Бугарском. Према попису из 2022. у насељу је било 252 становника (према попису из 2011. има 459 становника, према попису из 2002. било је 588 становника). До 1993. године насеље је имало званичан назив Злокуће (Сл. гласник Републике Србије 106/93).

## Географске одлике
Александровац је ратарско-сточарско сеоско насеље збијеног типа удаљено 25 km југоисточно од Неготина. Смештено је на десној долинској стране реке Тимок испод узвишења Бели брег (265 m). Северна географска ширина насеља је 43° 2’ 29” источна географска дужина 22° 26’ 24”, а површина атара 1.157 хектара. До овог насеља се може стићи асфалтним путем од Неготина преко Кобишнице, Вељкова, Рогљева и Рајца.
Насеље се први пут спомиње у турским пописима 1491. односно 1521. године под називом Зокушан (Злокуће). До краја Првог светског рата (1918. године) припадало је Бугарској (буг. Злокукя). У периоду између два светска рата носило је назив Александровац (добијен по краљу Краљевине Срба, Хрвата и Словенаца Александру Карађорђевићу), да би стари назив био враћен 1947. године. Поново се назива Александровац од 1993.
Око села су брда Ђалу маре, Лак, Грндури и Појениц, а ниже од села су Куратури и Селиште. Поток који пролази кроз село и који зову Алу бугару извире на српско−бугарској граници, протиче кроз село и улива се у Тимок.

## Историја
Сматра се да је село настало у 17. веку и да је доста повезано са Ковиловом. Има података да је прво насеље настало када су се Словени доселили са југа после Косовске битке, да је то било мало насеље које је напуштено због турском зулума и ратних сукоба. Ново насеље формирано је на месту Липије са 50 до 60 бурдеља, а потом и уз Тимок до чесме Селиште у близини данашњег насеља. Има података и да су Липљани потом формирали село на месту Лак изнад данашњег Александровца.
Према турским списима село се прво звало Кутуловац и Злокуће. Између два светска рата се звало Александрово, после рата опет Злокуће, а сада је Александровац.
У попису становништа Косте Јовановића, на основу истраживања које је вршио 1912, 1914. 1921−1923. и 1925. године за ово село нема података. У селу није било досељавања после Другог светског рата.
Само насеље нема особитих делова већ се одређени крајеви називају по фамилијама (Пашујковићи, Уруковићи, Николићи, Царановићи и др). Антропогеографским и етнолошким изучавањима сврстано је у влашка насеља. Заветина у насељу је Свети Илија.
Становништво Александровца је православно (слави Петковицу, св. Аранђела и св. Николу), приликом пописа национално се изјашњава као српско и углавном се бави ратарством, сточарством и виноградарством. У насељу је 1921. године живело 930, а 2002. само 577 житеља. На привременом раду у иностранству из овог насеља се налази 220 становника.
Четвороразредна основна школа у насељу постоји као подручно одељење школе „Момчило Ранковић“ из Рајца. Школске 2006/2007. године има 20 ученика. Насеље има земљорадничку задругу (од 1933. године), електричну расвету (од 1955. године), водовод (од 1975), 2 продавнице мешовите робе, 2 кафића и кабловски ТВ систем (од 1992). Асфалтни пут добија 1977. а телефонске везе са светом од 1986. године.

## Демографија
Према последњем попису из 2022. године у Александровцу је живело 252 становника што је за 207 мање у односу на 2011. када је на попису било 459 становника. У насељу живи 240 пунолетних становника, а просечна старост становништва износи 61,45 година (59,10 код мушкараца и 63,59 код жена).
Према подацима пописа из 2022. у насељу има 125 домаћинства, а просечан број чланова по домаћинству је 2,02 а према истом попису у насељу има 304 стамбених јединица од којих је 129 насељених.
Становништво у овом насељу веома је нехомогено.
|  |

| Демографија | Демографија | Демографија |
| Година      | Становника  | Становника  |
| ----------- | ----------- | ----------- |
| 1948.       | 1.015       |             |
| 1953.       | 1.031       |             |
| 1961.       | 1.056       |             |
| 1971.       | 1.077       |             |
| 1981.       | 1.085       |             |
| 1991.       | 994         | 716         |
| 2002.       | 588         | 934         |
| 2011.       | 459         |             |
| 2022.       | 252         |             |

| Етнички састав према попису из 2002.‍ | Етнички састав према попису из 2002.‍ | Етнички састав према попису из 2002.‍ | Етнички састав према попису из 2002.‍ | Етнички састав према попису из 2002.‍ |
| ------------------------------------ | ------------------------------------ | ------------------------------------ | ------------------------------------ | ------------------------------------ |
|                                      |                                      |                                      |                                      |                                      |
| Власи                                | Власи                                |                                      | 283                                  | 48,12%                               |
| Срби                                 | Срби                                 |                                      | 255                                  | 43,36%                               |
| Румуни                               | Румуни                               |                                      | 18                                   | 3,06%                                |
| Македонци                            | Македонци                            |                                      | 4                                    | 0,68%                                |
| Бугари                               | Бугари                               |                                      | 2                                    | 0,34%                                |
| непознато                            | непознато                            |                                      | 8                                    | 1,36%                                |

| Година пописа     | 1948. | 1953. | 1961. | 1971. | 1981. | 1991. | 2002. |
| ----------------- | ----- | ----- | ----- | ----- | ----- | ----- | ----- |
| Број домаћинстава | 243   | 239   | 243   | 236   | 216   | 195   | 174   |

| Број чланова      | 1  | 2  | 3  | 4  | 5  | 6  | 7 | 8 | 9 | 10 и више | Просек |
| ----------------- | -- | -- | -- | -- | -- | -- | - | - | - | --------- | ------ |
| Број домаћинстава | 29 | 46 | 25 | 24 | 26 | 10 | 9 | 3 | 1 | 1         | 3,38   |

| Пол    | Укупно | Неожењен/Неудата | Ожењен/Удата | Удовац/Удовица | Разведен/Разведена | Непознато |
| ------ | ------ | ---------------- | ------------ | -------------- | ------------------ | --------- |
| Мушки  | 245    | 31               | 175          | 28             | 9                  | 2         |
| Женски | 270    | 20               | 178          | 59             | 12                 | 1         |
| УКУПНО | 515    | 51               | 353          | 87             | 21                 | 3         |

| Пол    | Укупно                    | Пољопривреда, лов и шумарство | Рибарство                            | Вађење руде и камена | Прерађивачка индустрија       |
| ------ | ------------------------- | ----------------------------- | ------------------------------------ | -------------------- | ----------------------------- |
| Мушки  | 140                       | 102                           | 0                                    | 0                    | 1                             |
| Женски | 121                       | 114                           | 0                                    | 0                    | 0                             |
| УКУПНО | 261                       | 216                           | 0                                    | 0                    | 1                             |
| Пол    | Производња и снабдевање   | Грађевинарство                | Трговина                             | Хотели и ресторани   | Саобраћај, складиштење и везе |
| Мушки  | 0                         | 0                             | 4                                    | 1                    | 25                            |
| Женски | 1                         | 0                             | 3                                    | 0                    | 2                             |
| УКУПНО | 1                         | 0                             | 7                                    | 1                    | 27                            |
| Пол    | Финансијско посредовање   | Некретнине                    | Државна управа и одбрана             | Образовање           | Здравствени и социјални рад   |
| Мушки  | 0                         | 0                             | 4                                    | 1                    | 0                             |
| Женски | 0                         | 0                             | 0                                    | 1                    | 0                             |
| УКУПНО | 0                         | 0                             | 4                                    | 2                    | 0                             |
| Пол    | Остале услужне активности | Приватна домаћинства          | Екстериторијалне организације и тела | Непознато            | Непознато                     |
| Мушки  | 0                         | 0                             | 0                                    | 2                    | 2                             |
| Женски | 0                         | 0                             | 0                                    | 0                    | 0                             |
| УКУПНО | 0                         | 0                             | 0                                    | 2                    | 2                             |